# 孔戈尼亚尔
孔戈尼亚尔是巴西米纳斯吉拉斯州的一个市镇。总面积205.756平方公里，总人口9692人，人口密度47.1人/平方公里。